# Jaksity György
Jaksity György (Budapest, 1967. május 14. –) magyar közgazdász.

## Pályafutása
Jaksity György 1991-ben szerzett diplomát a Budapesti Közgazdaságtudományi Egyetem külgazdasági szakán, de már 1989-től kezdve több külföldi és hazai cégnél dolgozott külső, illetve állandó munkatársként. 1990-ben részt vett a Budapesti Értéktőzsde megalapításában. 1993-ban alapítója volt a Concorde Értékpapír Rt-nek, amelynek azóta ügyvezető igazgatója, illetve 1997-től egyben az igazgatóság elnöke is.
Vezető szerepet töltött be szakmai szervezetekben: a Magyar Befektetés-Elemzők Egyesületének elnöke és az Európai Befektetés-Elemzők Egyesületei Szövetségének (EFFAS) igazgatósági tagja volt 1996 és 2000 között, illetve 1997-től a Befektetési Vállalkozások Szövetségének is elnökségi tagja volt.
1999-től a tőzsdetanács tagja volt, ezt követően, 2002-től pedig a részvénytársasággá alakult tőzsde igazgatóságának elnöki tisztét töltötte be. Ebből a pozíciójából 2004-ben, a tőzsde tulajdonosváltásakor távozott. 2007-ben Az év üzletembere volt.
2009. március 26-án sajtóértesülések szerint felmerült a neve miniszterelnök-jelöltként, de ő azonnal cáfolta a megkeresést, és leszögezte, hogy nem vállalna semmilyen kormányzati pozíciót.
A magyar mellett angol, spanyol és szerb nyelven beszél.

## Magánélete
Félig szerb származású, nagyapja Szentendrén volt ortodox pap. Nős, két gyermeke van.

## Művei
- Befektetés és finanszírozás (pénzügyi szakkönyv (kézirat), Bertalan Imrével). az Állami Értékpapír Felügyelet pályázatának első helyezettje, 1991
- Tőzsdei kézikönyv (társszerző). KJK, 1991 (utóbb több, átdolgozott kiadásban)
- És a világot elönté a szmötyi (regény). Szépirodalmi Könyvkiadó, Budapest, 1991. ISBN 963-15-4395-1[2]
- Pénzügyi mutatók elemzése (bankárképző tananyag, oktatófüzet). Nemzetközi Bankárképző Központ, 1993
- A pénz természete. Alinea Kiadó, Budapest, 2003. ISBN 963-86306-5-5
- A pénz könnyelmű természete; 3. átdolg., röv. kiad.; Alinea, Bp., 2005 ISBN 963-86651-8-1
- Álomcsőd. Interjúk a válságról. Bajnai Gordon, Bogsch Erik, Demján Sándor, Farkas István, Felcsuti Péter, Heim Péter, Jaksity György, Kovács Árpád, Simor András, Surányi György; riporter Martin József Péter, Várkonyi Iván; Alinea, Bp., 2010

## Kapcsolódó szócikk
- Jaksics család